# Buchberg (Gemeinde Puchenstuben)
Buchberg ist eine Ortschaft der Gemeinde Puchenstuben in Niederösterreich.

## Geografie
Die Streusiedlung befindet sich nördlich von Puchenstuben an einem nur schwer zugänglichen Osthang und besteht aus mehreren Einzellagen, die von Laubenbach aus zugänglich sind. Früher bestanden in Buchberg die zwei Bahnhöfe Unter Buchberg und Ober Buchberg der Mariazellerbahn, die heute beide aufgelassen sind.

## Geschichte
Laut Adressbuch von Österreich waren im Jahr 1938 in Buchberg zwei Landwirte mit Direktvertrieb ansässig.